# (75) Eurydice
Pour les articles homonymes, voir Eurydice (homonymie).

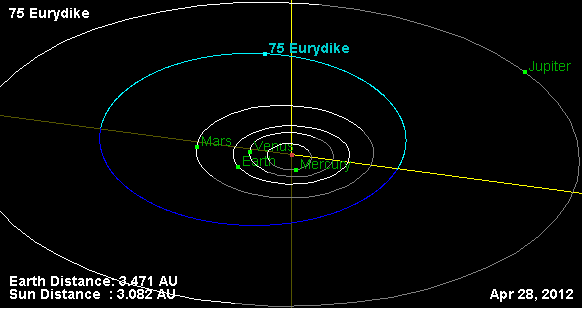

(75) Eurydice (désignation internationale (75) Eurydike) est un astéroïde de la ceinture principale découvert par Christian Peters le 22 septembre 1862. Eurydice est un astéroïde de type M.
Il porte le nom d'Eurydice, la femme d'Orphée.

## Compléments